# Моисеева Ламбина
Моисеева Ламбина — пресноводное озеро на территории Амбарнского сельского поселения Лоухского района Республики Карелии.

## Общие сведения
Площадь озера — 1,5 км². Располагается на высоте 73,2 метров над уровнем моря.
Форма озера продолговатая: оно более чем на два километра вытянуто с северо-запада на юго-восток. Берега каменисто-песчаные, местами заболоченные.
Через озеро течёт река Сенная, впадающая в Мурамозеро, через которое протекает река Воньга, впадающая, в свою очередь, в Белое море.
К западу от озера проходит автозимник.
Населённые пункты вблизи водоёма отсутствуют.
Код объекта в государственном водном реестре — 02020000711102000003580.